# موردراز الوسط (سررود الجنوبي)
موردراز الوسط (بالفارسية: موردراز وسطی) هي قرية تقع في إيران في قسم سررود الجنوبي الريفي. يقدر عدد سكانها بـ 244 نسمة .